# Saxifraga sotchensis
Saxifraga sotchensis är en stenbräckeväxtart som beskrevs av Adolf Engler. Saxifraga sotchensis ingår i Bräckesläktet som ingår i familjen stenbräckeväxter. Inga underarter finns listade i Catalogue of Life.